# Da Lench Mob
Da Lench Mob was een Amerikaanse hiphopgroep geassocieerd met Ice Cube. De groep bestond uit rappers J-Dee, Shorty, T-Bone en Maulkie. Hun teksten oogstte veel aandacht, wat vervolgens er toe leidde dat hun controversiële muziekvideo's werden verbannen uit tv-netwerken.
De groep maakte zijn debuut op Ice Cubes eerste solo-album, AmeriKKKa's Most Wanted. Op dat moment was de naam bedoeld voor alle artiesten op het album (inclusief Ice Cube), in plaats van de specifieke groep dat het zou worden.
Met Ice Cube als uitvoerend producent, bracht Da Lench Mob haar debuutalbum uit, Guerilla's in tha Mist, in 1992. Op dat moment bestond de groep uit J-Dee, Shorty en T-Bone, die ook afgebeeld werden op de hoes. De video voor de eerste single van het album, ook getiteld "Guerilla's in tha Mist", werd populair in de herfst van 1992. Het videospel uit 2004, Grand Theft Auto: San Andreas gebruikte "Guerilla's in tha Mist", die op het fictieve radiostation Radio Los Santos werd afgespeeld.
In 1993 werd J-Dee veroordeeld voor moord en veroordeeld tot levenslang in de gevangenis, en werd gedumpt door Lench Mob Records. Hij beweert onschuldig te zijn. In plaats van ontbinding, voegde de groep een in South Central Los Angeles gevestigde rapper toe genaamd Maulkie (voormalig lid van de Ruthless Records groep "Yomo & Maulkie") voor hun tweede album Planet of da Apes, uitgebracht in 1994. De groep ging kort daarna uit elkaar als gevolg van een breuk over geld en andere verschillen.

## Discografie

### Albums
- 1992 - Guerillas in tha Mist
- 1994 - Planet of da Apes

### Singles
- 1992 - Guerillas in tha Mist
- 1993 - Freedom Got an A.K.
- 1994 - Chocolate City
- 1994 - Goin' Bananas